# القصاص (مسلسل)
القصاص مسلسل سوري قديم تم إنتاجه عام 1996  بطابع ينطوي تحت مسمى المغامرات ويرحل إلى زمن بعيد موغل في بعده ويذكر المشاهدين بزمن الجاهلية حيث يصوغ حكايات متتالية تخبر عن أحوال النفس البشرية في ضعفها وقوتهاوفي دسائسها وفي نبلها الذي لا ينهزم قبل أن يذهب إلى صفحات التاريخ الحقيقية.

## فريق العمل

### المؤلف
- إبراهيم الصادق

### المخرج
- مأمون البني

### الممثلين
- عباس النوري بدور (حازم)
- واحة الراهب بدور (ماوية)
- إبراهيم الحربي بدور (دريد)
- أمل عرفة بدور (الذئبة أسماء)
- نعمه بدوي بدور (زعيم الذئبان أربد)
- أسعد فضة بدور (ناهض)
- هاني الروماني بدور (الشمردل)
- مها الصالح بدور (نائلة)
- علي المفيدي بدور (حلّال)[3]